# Forkidy
Forkidy (także Forkijady, Forkiady, Graje, gr. Φόρκιδες Phórkides, Γραῖαι Graîai, łac. Phorcydes, Graeae) – w mitologii greckiej trzy siostry córki morskiego boga Forkosa i jego małżonki Keto – Dejno (gr. Δεινώ Deinṓ, łac. Deino), Enyo (gr. Ἐνυώ Enyṓ, łac. Enyo) i Pefredo (Pemfredo) (gr. Πεφρηδώ Pephredṓ, Πεμφρηδώ Pemphredṓ, łac. Pephredo, Pemphredo) będące strażniczkami Gorgon. Ukazywano je jako stare kobiety posiadające tylko jedno wspólne oko i jeden wspólny ząb, z których korzystały na zmianę. Perseusz wykradł im je i obiecał zwrócić dopiero wówczas, gdy wyjawią mu miejsce, gdzie przebywają Gorgony i jakie są ich słabe strony.

## W kulturze
- W filmie Zmierzch tytanów z 1981 błędnie nazwano je Wiedźmami Stygijskimi. W ich rolę wcieliły się: Flora Robson, Anna Manahan i Freda Jackson